# Hypericum cardiophyllum
Hypericum cardiophyllum är en johannesörtsväxtart som beskrevs av Pierre Edmond Boissier. Hypericum cardiophyllum ingår i släktet johannesörter, och familjen johannesörtsväxter. Inga underarter finns listade i Catalogue of Life.